# アルプス物語 わたしのアンネット
『アルプス物語 わたしのアンネット』（アルプスものがたり わたしのアンネット）は、1983年1月9日から12月25日まで、フジテレビ系列]で毎週日曜19:30 - 20:00（JST）に全48話が放送された、日本アニメーション制作のテレビアニメ。「世界名作劇場」の第9作目に当たる。

## 概要
原作はパトリシア・メアリー・セントジョン (Patricia St. John) の児童文学『雪のたから』 (Treasures of the Snow) 。原作の邦訳は『雪のたから』松代恵美訳（福音伝道教団出版部、1959　いのちのことば社　1969）がある。
タイトルにもあるように物語の舞台はアルプスであるが、同作品は児童向けのキリスト教文学であり、本作品もキリスト教色が強い作風が志向されているなど、物語の舞台が共通する『アルプスの少女ハイジ』とは異なるカラーとなっている。前作『南の虹のルーシー』に続き、原作者が生前に映像化された作品でもある。
前述した通り、本作品ではキリスト教的な「罪と赦し」が物語全体のテーマになっている。監督の楠葉宏三は当時の希望の多かった子供には本作品は受け入れられなかったが、希望のない現代においては「わかる子が多いかもしれない」と述べている。音楽を担当したのは著名な現代音楽作曲家廣瀬量平である。世界名作劇場において現代音楽の作曲家が音楽を担当したのは、赤毛のアンの三善晃、毛利蔵人に続き2例目である。

## あらすじ
スイスのロシニエール (Rossinière) 村に住むアンネットとルシエンは仲のいい友達だったが、ルシエンがアンネットの弟ダニーに怪我をさせてしまったことにより、アンネットはルシエンのことを恨むようになる。ルシエンは何度もアンネットに許してもらおうとするが、アンネットの心は変わらなかった。そんな折、ルシエンは山奥に住むペギンじいさんと出会う。嘗て罪を犯したペギンじいさんが償いをしようとしている姿に元気付けられたルシエンは、素晴らしい木彫りの馬を作り上げる。
アンネットはルシエンを恨むことで自分の心も苦しめられていることに気がつき始め、仲直りをしようと思っていたが、ルシエンの木彫りを見たアンネットはダニーの事件の恨みを忘れられず、その木彫りも壊してしまう。その結果、アンネットも罪の意識にさいなまれる。
ある冬の日、アンネットは足をくじいて動けなくなってしまい、凍死寸前のところでルシエンが現れる。アンネットは木彫りの馬を壊したのは自分だと言い、許しを請う。そして二人の友情は取り戻された。
ルシエンはアンネットとの友情が回復できたことに喜ぶが、ダニーに怪我を負わせてしまったことはルシエンの心に大きくのしかかっていた。そんなある日、ルシエンは山を越えたところにあるモントルーのホテルに名医ギベットが宿泊していることを知る。ルシエンはギベットにダニーの足を直してもらうため、吹雪の雪山を越えてギベットを村に連れて来ることに成功した。ギベットとペギンじいさんが対面した時、2人が父と息子であり、酒に溺れて家族を捨ててしまったことをずっと後悔していたことをアンネットとルシエンは知る。

## 登場人物

### 主要登場人物
アンネット・バルニエル
声 - 潘恵子
物語の主人公。7歳 - 14歳。気が強くしっかり物、活発で、少しおてんばな少女。多少頑固で意地っ張りな所がある。幼馴染のルシエンとは喧嘩をしつつも仲良し。ルシエンとささいなことからある事件が起きてしまう。ダニーとも仲がよく一緒に遊ぶことも多い。素直で手伝いをよくする働き者。ルシエンの木彫りを憎しみのあまり壊してしまうことから、友情問題がこじれてしまう。

ルシエン・モレル
声 - 山田栄子
木彫りの得意なアンネットと幼馴染の少年。いつもアンネットと一緒に遊ぶが、けんかすると必ず負ける。アンネットとのささいな喧嘩がもとで取り返しのつかないある事件を起こす。友人のジャンたちとつるんでよく遊んでいる。カエルを使い女の子たちをからかっていたこともあるが本来は家族や友達思いの純粋で優しい少年。ルシエンの心がボロボロになったのを救ったのが森で一人で住むペギンじいさんだった。ペギンじいさんと木彫りを通じて心を通わせるようになる。

### バルニエル家
ピエール・バルニエル
声 - 小林修
アンネットの父親。農業と牧畜で生計を立てている。優しい父親である。小林修が演じたフローネのパパに引き続き、浮世離れした人間の鑑。原作では、ルシエンを疎んじていた。
フランシーヌ・バルニエル
声 - 増山江威子
アンネットの母親。優しい母親であったが、ダニーを生んでまもなく亡くなってしまう。

ダニエル・バルニエル
声 - 室井深雪
アンネットの弟。7歳離れている。通称ダニー。クリスマスにサンダルに入っていたクラウスというオコジョの赤ちゃんを飼っている。14話で崖から転落する事故に遭い、奇跡的に助けられるが、足に大けがを負う。
クロード・マルタ
声 - 沼波輝枝
ピエールの叔母で、アンネットの大叔母にあたる。アンネットやダニーはおばあちゃんと呼んでいる。弟の世話と勉学の両立は難しいと考え、アンネットの手間を減らすためピエールに乞われ同居する。敬虔なクリスチャン。

### モレル家
エリザベート・モレル
声 - 片岡富枝
ルシエンの母親。ルシエンの父親が50フランの借金を残して死んだため、返済に苦労する。ルシエンに家事手伝いをさせつつ心中も察する優しさもあるが、自身の感情を優先させてしまいがちであり、アンネットの冷たい仕打ちと村人の白い目に耐えかねてルシエンが家出した際、息子が帰ったら、とっちめようとしたのを教師のニコラスに諭されて思い留まる。
マリー・モレル
声 - 吉田理保子
ルシエンの姉。9歳離れている。優しい姉。ルシエンがアンネットの仲こじれで苦しんでいるのを知っており陰ながら心配していた。モントルーのホテルに住み込みで働き、給料を家に送っている。モントルーで船員の仕事をしている男性と付き合い、最終的には結婚する。

### ロシニエール小学校
ジャン
声 - 青木和代
ガキ大将。幼少時は完全ないじめっこだったが、成長してからは常識をみにつけ粗暴だが仲間思いになった。
アントン
声 - 鈴木三枝
ジャンの子分肌だが自分なりの考えも持ち、反発することもある。
フランツ
声 - 川島千代子
ドイツ語圏のクロイツリンゲンからの転校生。フランス語を学ぶ中新しいクラスメートと親しくなる。ロシニエールへ来て5年目の冬にローザンヌへ転校することとなり、アンネットとルシエンの和解を願いつつ去っていった。
マリアン
声 - 中野聖子
アンネットのクラスメイトで親友。フランツのことが好き。
クリスチーネ
声 - 飯塚はる美
アンネットのクラスメイト。編み物が得意。
ニコラス
声 - 徳丸完
アンネットやルシエンの通う小学校の先生。温厚篤実、教育熱心ながらユーモアも解し彼を見て教職を目指す生徒もいる。

### その他ロシニエールの住民
ペギン
声 - 巌金四郎
森に1人で住んでいる老人。ルシエンの理解者で、ルシエンに本式の木彫りを教える。贖罪のため貯めていたと言う金を手術費にと彼に渡す。実はギベットの父親であり、息子や家族を捨ててしまったため、償おうと思い続けていたのだった。
フェルナンデル
声 - 北村弘一
バルニエル家の近所に住んでいるおじさん。ピエールと同様に農業や牧畜を生業としている。バルニエル家とは古くからの知り合いである。

### ギベット家
ギベット
声 - 山内雅人
ローザンヌの有名な外科の先生。ダニーの足を手術する。とても親切な先生で、命がけで雪山を超えて自分の会いに来たルシエンの勇気に心打たれ、ダニーの診察のため帰宅を延ばしてロシニエールまで往診へ行き、さらにタダで治療すると申し出る。
エレナ
声 - 梨羽雪子
ギベット先生の妻。とても親切で、家族と別れ不安になっているアンネットの心の支えになった。容姿が亡きアンネットの母フランシーヌに似ている。
エリザベス
声 - 麻上洋子
ギベット家の長女。アンネットより少し年上である。ツンデレな性格で、最初はダニーの手術のためギベット家に滞在していたアンネットに冷たく当たっていたが、徐々に優しく仲良くなっていく。
マーク
声 - 三田ゆう子
ギベット家の長男。ダニーと同じくらいの年で、すぐに仲良くなる。
クレーヌ
ギベット家の次男。1歳の赤ちゃん。
ウェルナー
声 - 沢木郁也
ギベット家の執事。顔が怖く見えるが、実はとても親切で優しい。アンネットやダニーがローザンヌを去るときには涙を流していた。
パウエル
声 - 峰あつ子
ギベット先生の勤める病院の看護婦長。何かと口うるさいが根は優しく、ダニーの心の支えとして、クラウスを病室へ入れることを許可してくれる。

### モントルー
ホテル・モントルーの支配人
声 - 増岡弘
マリーが勤めている「ホテル・モントルー」の支配人。高利子の借金返済に苦労していマリーのため、借金を立て替えてくれる。
セザール・バロー
声 - 村山明
レマン湖を走っている遊覧船の船員。マリーの婚約者で、最終回でマリーと結婚する。

### ナレーション
ナレーション
声 - 梨羽雪子

### 動物
ペーペル
バルニエル家で飼っているジャーマン・シェパード・ドッグ。賢い犬で、牛の番や子守りまで何でもこなす。

#### クラウス
バルニエル家で飼っているオコジョ。ダニーに良くなついている。クリスマスにダニーがサンタクロースからのプレゼントをもらうために外に置いておいたスリッパに入っていたことから、サンタの贈り物と思っている。

## スタッフ
- 製作 - 本橋浩一
- 製作管理 - 高桑充
- 企画 - 佐藤昭司、久保田栄一
- 脚本 - 吉田憲二[3]
- 音楽 - 広瀬量平
- 場面設定 - 坂井俊一
- キャラクターデザイン - 竹松一生
- オープニング作画 - 村田耕一
- エンディング作画 - 森やすじ
- 美術監督 - 井岡雅宏（第1話のみ）、阿部泰三郎（第2話-第48話）※ソフト版では全話、阿部奏三郎に統一されている
- プロデューサー - 松土隆二
- 監督・演出 - 楠葉宏三
- 協力 - KLMオランダ航空 、スイス政府観光局
- 制作 - 日本アニメーション、フジテレビ

## 主題歌

### オープニングテーマ
「アンネットの青い空」
作詞 - 阿木燿子 / 作曲・編曲 - 広瀬量平 / 歌 - 潘恵子

### エンディングテーマ
「エーデルワイスの白い花」
作詞 - 阿木燿子 / 作曲・編曲 - 広瀬量平 / 歌 - 潘恵子
上記2曲を収録したEPレコードは、キャニオン・レコードより発売された。

## 各話リスト
| 話数 | 放送日        | サブタイトル                 | 絵コンテ                   | 作画監督 |
| ---- | ------------- | ---------------------------- | -------------------------- | -------- |
| 1    | 1983年 1月9日 | アンネットとルシエン         | 楠葉宏三                   | 竹松一生 |
| 2    | 1月16日       | ソリ競争の日に               | 黒川文男                   | 佐藤好春 |
| 3    | 1月23日       | 愛と悲しみと                 | 楠葉宏三                   | 前田英美 |
| 4    | 1月30日       | おかあさんになったアンネット | 黒川文男                   | 竹松一生 |
| 5    | 2月6日        | あたらしい家族               | 横田和善                   | 佐藤好春 |
| 6    | 2月13日       | 牧場にて                     | 清瀬二郎                   | 前田英美 |
| 7    | 2月20日       | チーズを作ろう               | 楠葉宏三                   | 竹松一生 |
| 8    | 2月27日       | 秋まつりの日に               | 楠葉宏三                   | 佐藤好春 |
| 9    | 3月6日        | 村に汽車がやって来た         | 清瀬二郎                   | 前田英美 |
| 10   | 3月13日       | ふたりの冒険旅行             | 清瀬二郎                   | 竹松一生 |
| 11   | 3月20日       | クリスマスの贈り物           | 横田和善                   | 佐藤好春 |
| 12   | 3月27日       | 白い森のできごと             | 清瀬二郎                   | 前田英美 |
| 13   | 4月3日        | すれ違うこころ               | 楠葉宏三                   | 竹松一生 |
| 14   | 4月10日       | おそろしい出来事             | 清瀬二郎                   | 佐藤好春 |
| 15   | 4月17日       | ダニーを助けて！             | 清瀬二郎                   | 前田英美 |
| 16   | 4月24日       | 病院                         | 岡部英二                   | 竹松一生 |
| 17   | 5月1日        | 森の老人                     | 清瀬二郎                   | 佐藤好春 |
| 18   | 5月8日        | ダニーの松葉杖               | 楠葉宏三                   | 前田英美 |
| 19   | 5月15日       | 思いがけない診断             | 清瀬二郎                   | 竹松一生 |
| 20   | 5月22日       | ノアの方舟                   | 清瀬二郎                   | 佐藤好春 |
| 21   | 5月29日       | 罪の重さ                     | 楠葉宏三                   | 前田英美 |
| 22   | 6月5日        | ダニーの宝物                 | 清瀬二郎                   | 竹松一生 |
| 23   | 6月12日       | 悲しい嘘                     | 楠葉宏三                   | 佐藤好春 |
| 24   | 6月19日       | アンネットの涙               | 楠葉宏三                   | 前田英美 |
| 25   | 6月26日       | おもいでの牧場               | 清瀬二郎                   | 竹松一生 |
| 26   | 7月3日        | 遠い雲 遠い日々              | 楠葉宏三                   | 佐藤好春 |
| 27   | 7月17日       | ニコラス先生の教え子たち     | 清瀬二郎                   | 前田英美 |
| 28   | 7月31日       | 展覧会にむけて               | 楠葉宏三                   | 竹松一生 |
| 29   | 8月7日        | こわされた夢                 | 清瀬二郎                   | 佐藤好春 |
| 30   | 8月14日       | 後悔の涙                     | 楠葉宏三                   | 前田英美 |
| 31   | 8月21日       | 峠へつづく道                 | 楠葉宏三                   | 竹松一生 |
| 32   | 8月28日       | 伝えたい真実                 | 楠葉宏三                   | 佐藤好春 |
| 33   | 9月11日       | 勇気ある告白                 | 清瀬二郎                   | 前田英美 |
| 34   | 9月18日       | さようならフランツ           | 楠葉宏三                   | 竹松一生 |
| 35   | 9月25日       | 心の扉をひらいて             | 清瀬二郎                   | 佐藤好春 |
| 36   | 10月2日       | よみがえった友情             | 杉村博美 斉藤次郎          | 前田英美 |
| 37   | 10月9日       | 二人のたからもの             | 楠葉宏三                   | 竹松一生 |
| 38   | 10月16日      | ルシエンの誓い               | 杉村博美 斉藤次郎          | 佐藤好春 |
| 39   | 10月23日      | 吹雪の峠をこえて             | 楠葉宏三                   | 前田英美 |
| 40   | 10月30日      | 立ち上がれ ルシエン          | 楠葉宏三                   | 竹松一生 |
| 41   | 11月6日       | ダニーを診てくれますか       | 楠葉宏三                   | 佐藤好春 |
| 42   | 11月13日      | ペギンじいさんの秘密         | 杉村博美 斉藤次郎          | 前田英美 |
| 43   | 11月20日      | 希望の町 ローザンヌ          | 楠葉宏三                   | 竹松一生 |
| 44   | 11月27日      | ギベット家のひとびと         | 楠葉宏三                   | 佐藤好春 |
| 45   | 12月4日       | 手術の日                     | 楠葉宏三                   | 前田英美 |
| 46   | 12月11日      | 再会                         | 楠葉宏三 杉村博美 斉藤次郎 | 竹松一生 |
| 47   | 12月18日      | 輝く光の中で                 | 楠葉宏三                   | 佐藤好春 |
| 48   | 12月25日      | 友情よ 永遠に                | 楠葉宏三                   | 前田英美 |

## 映像ソフト化
1998年2月25日から5月25日にかけて、VHSで全12巻が発売された。昭和のVHSシリーズでは後番組の『カトリ』から全巻発売されたため、本作品は全4巻の総集編のみだった。
DVDは2001年3月25日から6月25日にかけて、テレビシリーズを収録したDVDソフト全12巻が発売された。前作と同様に、毎月3巻ずつ同時発売という形式が取られた。

## ネット局
※放送日時は1983年11月中旬 - 12月上旬時点、放送系列は放送当時のものとする。
| 放送地域       | 放送局         | 放送日時           | 放送系列                                     | 備考       |
| -------------- | -------------- | ------------------ | -------------------------------------------- | ---------- |
| 関東広域圏     | フジテレビ     | 日曜 19:30 - 20:00 | フジテレビ系列                               | 制作局     |
| 北海道         | 北海道文化放送 | 日曜 19:30 - 20:00 | フジテレビ系列                               |            |
| 宮城県         | 仙台放送       | 日曜 19:30 - 20:00 | フジテレビ系列                               |            |
| 秋田県         | 秋田テレビ     | 日曜 19:30 - 20:00 | フジテレビ系列 テレビ朝日系列                |            |
| 福島県         | 福島テレビ     | 日曜 19:30 - 20:00 | フジテレビ系列                               | [ 5 ]      |
| 新潟県         | 新潟総合テレビ | 日曜 19:30 - 20:00 | フジテレビ系列                               | [ 6 ]      |
| 長野県         | 長野放送       | 日曜 19:30 - 20:00 | フジテレビ系列                               |            |
| 静岡県         | テレビ静岡     | 日曜 19:30 - 20:00 | フジテレビ系列                               |            |
| 富山県         | 富山テレビ     | 日曜 19:30 - 20:00 | フジテレビ系列                               |            |
| 石川県         | 石川テレビ     | 日曜 19:30 - 20:00 | フジテレビ系列                               |            |
| 福井県         | 福井テレビ     | 日曜 19:30 - 20:00 | フジテレビ系列                               |            |
| 中京広域圏     | 東海テレビ     | 日曜 19:30 - 20:00 | フジテレビ系列                               |            |
| 近畿広域圏     | 関西テレビ     | 日曜 19:30 - 20:00 | フジテレビ系列                               |            |
| 島根県・鳥取県 | 山陰中央テレビ | 日曜 19:30 - 20:00 | フジテレビ系列                               |            |
| 岡山県・香川県 | 岡山放送       | 日曜 19:30 - 20:00 | フジテレビ系列                               |            |
| 広島県         | テレビ新広島   | 日曜 19:30 - 20:00 | フジテレビ系列                               |            |
| 愛媛県         | 愛媛放送       | 日曜 19:30 - 20:00 | フジテレビ系列                               | [ 7 ]      |
| 福岡県         | テレビ西日本   | 日曜 19:30 - 20:00 | フジテレビ系列                               |            |
| 佐賀県         | サガテレビ     | 日曜 19:30 - 20:00 | フジテレビ系列                               |            |
| 熊本県         | テレビ熊本     | 日曜 19:30 - 20:00 | フジテレビ系列 テレビ朝日系列                |            |
| 沖縄県         | 沖縄テレビ     | 日曜 19:30 - 20:00 | フジテレビ系列                               |            |
| 青森県         | 青森放送       | 土曜 18:00 - 18:30 | 日本テレビ系列 テレビ朝日系列                |            |
| 岩手県         | 岩手放送       | 木曜 19:00 - 19:30 | TBS系列                                      | [ 8 ]      |
| 山形県         | 山形テレビ     | 金曜 19:00 - 19:30 | フジテレビ系列                               | [ 9 ]      |
| 山梨県         | 山梨放送       | 木曜 19:00 - 19:30 | 日本テレビ系列                               |            |
| 山口県         | 山口放送       | 月曜 19:00 - 19:30 | 日本テレビ系列 テレビ朝日系列                |            |
| 徳島県         | 四国放送       | 木曜 19:00 - 19:30 | 日本テレビ系列                               |            |
| 高知県         | 高知放送       | 土曜 18:00 - 18:30 | 日本テレビ系列                               |            |
| 長崎県         | テレビ長崎     | 日曜 18:00 - 18:30 | フジテレビ系列 日本テレビ系列                | [ 注釈 1 ] |
| 大分県         | テレビ大分     | 土曜 18:00 - 18:30 | 日本テレビ系列 フジテレビ系列 テレビ朝日系列 | [ 注釈 1 ] |
| 宮崎県         | テレビ宮崎     | 土曜 18:30 - 19:00 | 日本テレビ系列 フジテレビ系列 テレビ朝日系列 | [ 注釈 1 ] |
| 鹿児島県       | 鹿児島テレビ   | 木曜 19:00 - 19:30 | 日本テレビ系列 フジテレビ系列                | [ 注釈 1 ] |

## 後世への影響
アニメ監督の今川泰宏は、「Febri」とのインタビューの中で、日常を丁寧に描いた第13話までとアンネットとルシエンの関係の悪化が描かれた第14話の落差と描写のリアルさに衝撃を受け、その後の自分の作品にも大きな影響を与えたと話している。